# Нада (певица)
На́да (итал. Nada), настоящее имя ─ На́да Мала́нима (итал. Nada Malanima); род. 17 ноября 1953, Gabbro, Тоскана) — итальянская певица, автор песен, писательница и актриса.

## Биография
Нада дебютировала в 1969 году на фестивале в Сан-Ремо c песней «Ma che freddo fa», принёсшей ей огромную популярность. Через год она снова приняла участие в этом фестивале с песней «Pa' diglielo a ma'». В 1971 году вместе с певцом Никола Ди Бари она получила первый приз на фестивале в Сан-Ремо за песню «Il cuore è uno zingaro», что принесло ей известность за пределами Италии. Нада участвовала и в популярной телепередаче «Canzonissima» со своей песней «Amore disperato». В 1972 году она заняла третье место с песней «Re di Denari». Участвовала в фестивале в Сан-Ремо ещё в 1987 («Bolero») и 1999 («Guardami negli occhi»).
В 1983 году Нада стала певицей года и победила на фестивале «Лазурь» (итал. Azzurro) с песней «Безнадёжная любовь» (итал. Amore disperato). В 2001 году альбом Нады Tutto l’amore che mi manca был признан лучшим независимым диском года в Италии.
В 2016 году песня «Senza un perchè» вошла в саундтрек к сериалу Паоло Соррентино «Молодой Папа».

## Дискография
Сборники Нады опубликованы в различных странах, среди которых страны Европы — Испания, Югославия, Япония и Аргентина. На итальянском рынке представлены 18 альбомов, 4 концертных альбома, 40 синглов (из которых 13 рекламных), 3 долгоиграющие пластинки и 8 официальных сборников.
- 2016 — L’amore devi seguirlo
- 2014 — Occupo poco spazio
- 2011 — Vamp
- 2007 — Luna in piena
- 2004 — Tutto l’amore che mi manca
- 2001 — L’amore è fortissimo e il corpo no
- 1999 — Dove sei sei
- 1998 — Nada trio
- 1994 — Malanima: successi e inediti 1969—1994 (сборник)
- 1992 — L’anime nere
- 1986 — Baci rossi
- 1984 — Noi non cresceremo mai
- 1983 — Smalto
- 1982 — Ti stringerò
- 1979 — Nada
- 1976 — Nada
- 1975—1930: Il domatore delle scimmie
- 1973 — Ho scoperto che esisto anch’io
- 1970 — Io l’ho fatto per amore
- 1969 — Nada